# S/2002 N 5
S/2002 N 5 är en av Neptunus månar.
S/2002 N 5 upptäcktes 2002 av Matthew Holman, John J. Kavelaars, Tommy Grav och Wesley Fraser. Månen tappades dock bort och observerades inte igen förrän 2021 då Scott S. Sheppard återupptäckte den. Upptäckten offentliggjordes sedan den 23 februari 2024.
S/2002 N 5 är 23 kilometer i diameter och roterar runt Neptunus med en halv storaxel på 23 400 000 kilometer.
S/2002 N 5 har ännu inte fått något officiellt namn.